# Elecciones presidenciales de Estados Unidos de 2024 en Vermont
Las elecciones presidenciales de Estados Unidos de 2024 en Vermont se llevaron a cabo el 5 de noviembre de 2024, como parte de las elecciones presidenciales de Estados Unidos de 2024. Los votantes de Vermont eligieron a los 3 electores que los representarían en el Colegio Electoral mediante votación popular.
Como estado rural escasamente poblado en el norte de Nueva Inglaterra, Vermont fue históricamente un bastión republicano moderado/liberal, habiendo apoyado al Partido Republicano en todas las elecciones presidenciales menos una entre la formación del partido y la estrecha victoria de George H. W. Bush en 1988: la aplastante victoria de Lyndon B. Johnson en 1964. Sin embargo, una afluencia de votantes más liberales ha convertido a Vermont en un bastión demócrata a nivel presidencial desde principios de la década de 1990, ya que el estado ha sido ganado por el candidato demócrata en todas las carreras presidenciales desde 1992.

## Resultados

### Generales
| Partido                            | Partido                            | Candidato                        | Votos   | %     |
| ---------------------------------- | ---------------------------------- | -------------------------------- | ------- | ----- |
|                                    | Demócrata                          | Kamala Harris                    | 235,791 | 63.23 |
|                                    | Republicano                        | Donald Trump                     | 119,395 | 32.02 |
|                                    | Independiente                      | Robert F. Kennedy Jr. (retirado) | 5,905   | 1.58  |
|                                    | Libertario                         | Chase Oliver                     | 1,828   | 0.49  |
|                                    | Socialismo y Liberación            | Claudia De la Cruz               | 1,710   | 0.46  |
|                                    | Paz y Justicia de la Montaña Verde | Cornel West                      | 1,549   | 0.42  |
|                                    | Socialista de los Trabajadores     | Rachele Fruit                    | 211     | 0.06  |
| Escritos                           | Escritos                           | Escritos                         | 3,033   | 0.81  |
|                                    |                                    |                                  |         |       |
| Total                              | Total                              | Total                            | 369,421 | 100   |
| Participación                      | Participación                      | Participación                    | 372,885 | 72.12 |
| Registrados                        | Registrados                        | Registrados                      | 517,051 |       |
|                                    |                                    |                                  |         |       |
| Fuente: Vermont Secretary of State |                                    |                                  |         |       |

### Por condado
|            | Harris Demócrata | Harris Demócrata | Trump Republicano | Trump Republicano | Total  | Margen | Margen |
| Condado    | Votos            | %                | Votos             | %                 | Total  | Votos  | %      |
| ---------- | ---------------- | ---------------- | ----------------- | ----------------- | ------ | ------ | ------ |
| Addison    | 14,879           | 65.82            | 6,841             | 30.26             | 22,607 | 8,038  | 35.56  |
| Bennington | 12,326           | 59.52            | 7,697             | 37.17             | 20,710 | 4,629  | 22.35  |
| Caledonia  | 8,977            | 53.97            | 6,927             | 41.65             | 16,633 | 2,050  | 12.32  |
| Chittenden | 72,656           | 74.65            | 20,937            | 21.51             | 97,329 | 51,719 | 53.14  |
| Essex      | 1,344            | 39.24            | 1,890             | 55.18             | 3,425  | -546   | -15.94 |
| Franklin   | 13,280           | 49.66            | 12,490            | 46.70             | 26,743 | 790    | 2.96   |
| Grand Isle | 2,940            | 58.79            | 1,893             | 37.85             | 5,001  | 1,047  | 20.94  |
| Lamoille   | 9,788            | 65.94            | 4,505             | 30.35             | 14,844 | 5,283  | 35.59  |
| Orange     | 10,220           | 57.83            | 6,683             | 37.82             | 17,672 | 3,537  | 20.01  |
| Orleans    | 7,006            | 47.45            | 7,233             | 48.99             | 14,765 | -227   | -1.54  |
| Rutland    | 17,375           | 50.95            | 15,586            | 45.70             | 34,102 | 1,789  | 5.25   |
| Washington | 24,527           | 69.35            | 9,327             | 26.37             | 35,369 | 15,200 | 42.98  |
| Windham    | 17,904           | 69.04            | 6,928             | 26.71             | 25,933 | 10,976 | 42.33  |
| Windsor    | 22,569           | 65.82            | 10,458            | 30.50             | 34,289 | 12,111 | 35.32  |

#### Volteados
| Condado | Ciudad más grande | Pre-elección | Pre-elección | Post-elección | Post-elección | Margen |
| Condado | Ciudad más grande | Partido      | Partido      | Partido       | Partido       | Margen |
| ------- | ----------------- | ------------ | ------------ | ------------- | ------------- | ------ |
| Orleans | Derby             |              | Demócrata    |               | Republicano   | +1.54  |